# Game Boy
A Game Boy (ゲームボーイ; Hepburn: Gēmu Bōi) egy 8 bites kézi videójáték-konzol, amit a Nintendo tervezett és gyártott. Japánban 1989. április 21-én került forgalomba, Észak-Amerikában 1989. július 31-én, Európában pedig 1990. szeptember 28-án.
Ez volt a rendkívül sikeres Game Boy sorozat indító modellje, megalkotója Jokoi Gunpej, aki a Nintendo Research and Development 1 (R&D1) fejlesztési csoportjának vezetője volt.
A Nintendo első játékkonzol-sorozata a Game & Watch volt az 1980-as években, ezt követte a Game Boy sorozat, amely a NES és a Game & Watch jellemző vonásait kombinálta. A konzolt eredetileg a Tetris játékkal együtt árulták.
Annak ellenére, hogy a konzol élettartama alatt sorra jelentek meg a technikailag sokkal fejlettebb más játékkonzolok, a Game Boy óriási sikert aratott.
A Game Boy és Game Boy Color modellekből együttvéve 118,69 millió darabot adtak el a világon.
Az Egyesült Államokban való megjelenésekor az egész első szállítmány, 1 millió darab, hetek alatt elfogyott.

## Áttekintés
Az eredeti Game Boy konzol csak szürke színben készült. A doboza viszonylag nagy, műanyag ház, két kézzel fogható, kellemesen aszimmetrikus formájú, a jobb alsó sarka lekerekített. Az előlapon található a kijelző és a kezelőszervek. A játékok játékkazettákban kerültek forgalomba. Ezek eleinte csak ROM-ot tartalmaztak, de memóriakezelő chip (MBC, Memory Bank Controller), RAM, elem és egyéb külső eszköz is kerülhetett beléjük. A Game Boy játékok nem voltak régiókra korlátozva és a kazettákban nem volt hardveres védelem (ellentétben pl. az NES konzollal, ami a 10NES lockout chipet használta a játékok eredetiségének ellenőrzésére).
A Game Boy előlapján a képernyő / kijelző alatt helyezkednek el a fő kezelőszervek: a D-pad, mellette a négy kezelőgomb: az "A", "B", "SELECT", és "START" gombok.
A gép jobb oldalán kapott helyet a hangerőszabályzó tárcsa, és egy hasonló gomb a bal oldalon a képernyő kontrasztjának szabályozására.
A bekapcsoló csúszka és a játékkazetta (cartridge) aljzata a gép tetején található.
A cég azt tanácsolta, hogy a felhasználók mindig hagyjanak egy kazettát az aljzatban, mert ez megakadályozza, hogy por vagy piszok kerüljön a csatlakozóba. A Game Boy bekapcsológombját úgy tervezték, hogy megakadályozza a kazetta kihúzását bekapcsolt állapotban, mert ez károsíthatná a gépet.
A Game Boy tápfeszültsége 6 V, min. 250 mA egyenáram.
A tápellátást biztosíthatja 4 db. 1,5 voltos AA típusú elem, ezeket a gép hátoldalán található elemtartóba lehet tenni. A gép bal oldalán egy külső tápcsatlakozó van, ami lehetővé teszi külső tölthető elemcsomag vagy AC adapter használatát.
A konzol alján van még egy 3,5 mm-es audio csatlakozó (jack), ezen keresztül fejhallgatót vagy hangszórókat lehet csatlakoztatni.
Érdekesség, hogy a konzol mono hangszóróval rendelkezik, de a fejhallgatón keresztül sztereo hangot képes kiadni.
A gép összeköthető további Game Boy konzolokkal is, összekötő kábel használatával; ennek a csatlakozója a gép bal oldalán található. Az összekötött gépekkel eleinte két játékos játszhatott egymás mellett ugyanazzal a játékkal, ilyen volt pl. a Tetris, később megjelentek a több konzol összekötését lehetővé tevő játékok és kábelek is. Legfeljebb 4 gépet lehet ilyen módon összekapcsolni.
Ezt a kapcsolatot több játék komolyabban is kihasználja, pl. a Pokémon játékokban a játékosok ezen keresztül cserélhetnek Pokémonokat és kommunikálhatnak egymás között.
Néhány játékban van nyomtatási lehetőség is, a Game Boy nyomtatót szintén a játékösszekötő aljzatba kell csatlakoztatni.

## Bevezető játékok
A konzol 3 régióban más időben került forgalomba, a kezdeti játékkínálat is különböző volt:
- Alleyway
- Baseball
- Radar Mission (Európában)
- Solar Striker (Európában)
- Super Mario Land
- Tennis (USA-ban)
- Tetris (a csomagban, US és EU induláskor)
- Yakuman (Japánban)

## Fogadtatás
A Game Boy és Game Boy Color konzolokból együttvéve 118,69 millió darabot adtak el világszerte, ebből 32,47 millió darabot Japánban, 44,06 milliót (Észak- és Dél-)Amerikában és 42,16 milliót egyéb régiókban. 1997-ben, még a Game Boy Color piaci megjelenése előtt egyedül a Game Boy konzolból 64,42 milliót adtak el szerte a világon.
1989-es megjelenésekor került a piacra egy másik játékkonzol is, az Atari Lynx. Ez a 16 bites gép színes képpel, háttérvilágítású képernyővel és hálózati lehetőségekkel rendelkezett, de a bevezető ára 189,95 USD volt és 6 db AA elemmel működött, ami kb. 4-5 óra játékidőt biztosított, szemben a Game Boy 10–12 órányi játékidejével 4 AA elemmel és 89,99 dolláros árával; mindezzel együtt az Atari Lynx az eladásokban messze lemaradt a Game Boy mögött.
A Nintendo egy másik erős konkurense a Game Gear volt. A Sega a saját konzoljának népszerűsítése érdekében negatív reklámhadjáratba kezdett az Egyesült Államokban, amiben a Game Boy monokróm képernyőjét gúnyolta, szembeállítva a Game Gear színes képernyőjével. A Lynxhez hasonlóan ezt is 6 AA elem táplálta, amivel kb. 4–6 órát lehetett játszani egyhuzamban és drágább is volt a Game Boynál.
A Game Gear egyik előnye az volt, hogy egy adapter segítségével futtatni tudta az összes Sega Master System játékot.
Bár nem volt annyira sikeres, mint a Game Boy, 1991-től 1997 elejéig forgalmazták és összesen 11 milliót adtak el belőle.

## Specifikáció

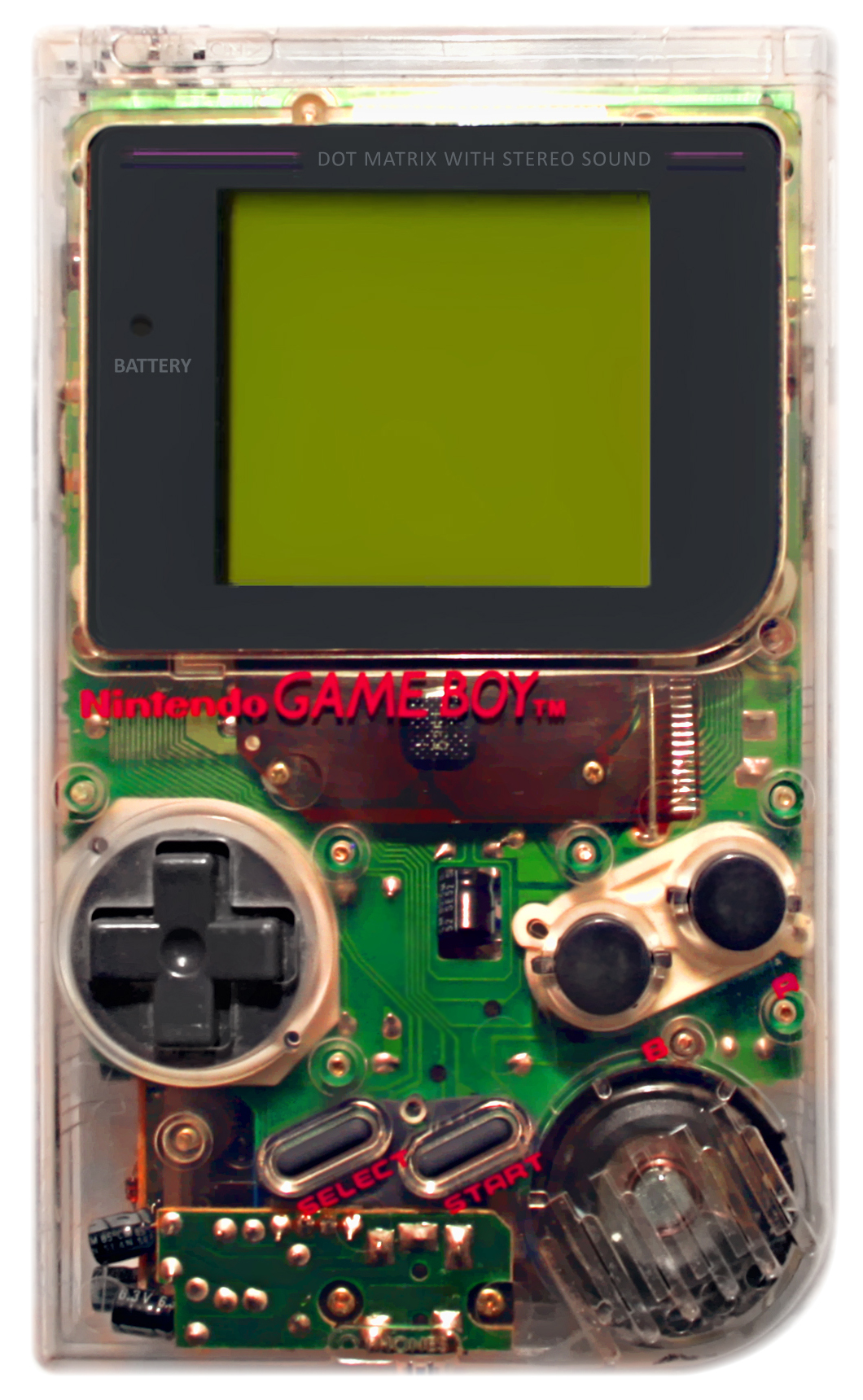
Egy átlátszó modell a Game Boy Play it Loud sorozatból

- CPU: Egyedi 8 bites Sharp LR35902[17] processzor, órajele 4,19 MHz. Hasonlít az Intel 8080 processzorra, annyiban, hogy a regiszterek és az alap utasításkészlet azonosak (nincsenek index- és árnyékregiszterek), de ez tartalmaz a Z80-as processzornál bevezetett kiterjeszett utasításokat (CB prefixű bitkezelő utasítások) és néhány egyedi utasítást is, valamint beépített hanggenerátort.
- RAM: 8 kB beépített S-RAM
- Video RAM: 8 kB beépített
- ROM: a CPU tokban 256 bájt az indítókódnak (bootstrap);[18] 32 [kiB], 64 kiB, 128 kiB, 256 kiB, 512 kiB és 1 MiB kazettákban
- Hang: 2 négyszögjel, 1 programozható 32 mintás 4 bites PCM hullám, 1 fehér zaj, és egy audio bemenet a kazettából.[19] A készülékben csak egy hangszóró van, de fülhallgatón keresztül sztereo hangot ad.
- Képernyő: 160 × 144 pixeles reflektív STN (szupercsavart nematikus, super-twisted nematic) LCD (folyadékkristályos képernyő)
- Képfrissítési frekvencia: közelítőleg 59,7 kép/másodperc az eredeti Game Boy-nál, 61,1 a Super Game Boy-ban;[20] függőleges képkioltási intervallum (vertical blank rate) közelítőleg 1.1ms[20]
- Képernyő mérete: 66 mm (2,6 in) képátmérő
- Színek: 2-biten kódolva (4 "szín", azaz világostól a sötétig terjedő olivazöld árnyalat)
- Kommunikáció: 2 Game Boy összeköthető a beépített soros porton keresztül, 4 egység összeköthető DMG-07 4-játékos adapterrel. Több gép összekötése lehetséges az adapterek egymáshoz csatlakoztatásával.
- Tápellátás: 6 V, 0,7 W (4 db AA elem, kb. 14–35 óra játékidőt biztosít)
- Méretek: 90 mm x 148 mm x 32 mm / 3,5" x 5,8" 1,3"[21]

- A CPU
- A Game Boy belseje
- Két Game Boy és (alul) egy GBC, illetve egy GBA kazetta

## Fordítás
Ez a szócikk részben vagy egészben  a   Game Boy című angol Wikipédia-szócikk fordításán alapul.  Az eredeti cikk szerkesztőit annak laptörténete sorolja fel. Ez a jelzés csupán a megfogalmazás eredetét és a szerzői jogokat jelzi, nem szolgál a cikkben szereplő információk forrásmegjelöléseként.